# 马库斯·考琴斯基
马库斯·考琴斯基（德語：Markus Kauczinski，1970年2月20日—）是一名德国足球教练，现时执教于德丙俱乐部韦恩威斯巴登。

## 足球生涯
考琴斯基自6岁起便开始在福尔图娜盖尔森基兴（Fortuna Gelsenkirchen）踢球，并在1988年跟随当时的主教练克劳斯·费舍尔转会至波鸿的业余队。
其后考琴斯基最初是在沙尔克04担任青年队教练，2001年又以相同职位转会至卡尔斯鲁厄。在他的照料下，卡尔斯鲁厄的19岁以下青年队大获成功，并在2004年凭借26场比赛中的24胜、以领先霍芬海姆青年队19分的优势成功升入U19德甲联赛。而在升级前不久，他还被提拔为这家巴登俱乐部的青年协调员。
2009年5月1日，考琴斯基从已卸任的莱纳·克里格手中接过卡尔斯鲁厄二队的教鞭，率队征战南部地区联赛。在赛季结束时，他仅因为维多利亚阿沙芬堡无法获得参赛许可证而勉强保级成功。在随后的几年，他率领球队稳居积分榜中上游，但他的工作曾多次被暂时中断。2009年8月，考琴斯基在埃德蒙特·贝克尔离开后出任身处德乙的卡尔斯鲁厄一线队临时主教练。而当马库斯·舒普被签约为新任主教练后，他又回到了二队。舒普于2010年11月初再被解雇，考琴斯基不得不再次承担临时主教练的义务长达三周，直至球队签入乌维·拉波尔德。2011年10月末，随着其继任者莱纳·沙林格提前解约，考琴斯基第三度出任临时主帅。
考琴斯基在业余队执教了很长一段时间，这是由于缺乏必要的教练执照，而无法担当职业足球的正式主教练。至2012年3月，他连同、和克里斯蒂安·沃恩斯一起成功修满了培训课程，获得德国足球的最高教练证书。在获得教练证书仅四天后，他便于2012年3月26日接替约恩·安德森成为卡尔斯鲁厄一线队的正式主教练。2013年8月22日，他的合同被提前延长至2016年6月30日。在2014-15赛季，考琴斯基率领卡尔斯鲁厄获得德乙第三名，进而获得了参加升级附加赛的资格。然而在首回合客场1比1逼平汉堡的情况下，次回合主场却通过加时赛以1比2失利，遗憾错失升级。2015年10月初，考琴斯基宣布在2015-16赛季末的合同结束后将不再与俱乐部续约。